# Dolabrifera brazieri
Dolabrifera brazieri es una especie de molusco gasterópodo de la familia Aplysiidae.

## Distribución geográfica
Se encuentra  en Nueva Zelanda.